# Jeehiun Lee
Jeehiun Katherine Lee (1968) es una química orgánica y profesora en el Departamento de Química en la Universidad Rutgers. A fecha de noviembre de 2017, dirigía un laboratorio de investigación en el campus de Nuevo Brunswick.

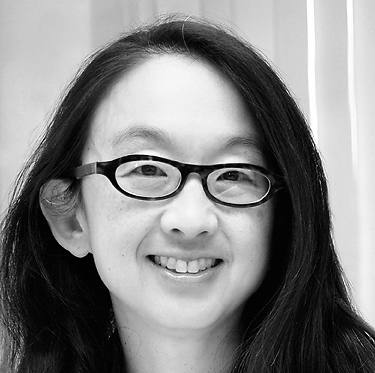
Profesora Jeehiun Katherine Lee, Universidad Rutgers

A pesar de que  es química orgánica  de formación,  ha expandido su campo de investigación a la química biológica, utilizando espectrometría de masas, modelización por ordenador y otros métodos para caracterizar reactividad y catálisis.

## Formación
Recibió su BA summa cum laude en Química en la Universidad de Cornell en 1990. Se doctoró en Química Orgánica en la Universidad de Harvard en 1994.
Desde 1995 hasta 1997, fue investigadora postdoctoral del NIH en UCLA, en el laboratorio del Profesor Kendall N. Houk.
Jeehiun Lee también imparte clases de química orgánica para alumnado de licenciatura y química orgánica avanzada para estudiantes de posgrado.

## Investigación
El grupo de la Profesora Jeehiun  Lee combina métodos experimentales y computacionales para entender los mecanismos de las reacciones importantes en química y biología. Específicamente, la Profesora Lee ha iniciado el uso de métodos tradicionalmente  físicos, principalmente espectrometría de masas y química computacional, para abordar problemas en la interfaz química/biología, centrándose en catálisis.

## Premios
- Premio American Chemical Society PROGRESS/Dreyfus Lectureship (Programa de subvención especial para Ciencias Químicas de la Fundación Camille y Henry Dreyfus).
- Premio CAREER de la NSF por sus estudios sobre reactividad de nucleótidos.[3]
- Miembro Alfred P. Sloan.
- Premio de la Facultad de Artes y de Ciencias por sus destacadas contribuciones a la docencia en licenciatura.
- Miembro de la Sociedad de Honor científica Sigma Chi.